# Albert Wolsky
Albert Wolsky (ur. 24 listopada 1930 w Paryżu) – amerykański kostiumograf filmowy i teatralny pochodzenia francusko-polskiego.

## Życiorys
Wolsky ukończył City College of New York. W późniejszych latach był asystentem legendarnej projektantki Helene Pons. Swoją karierę w przemyśle rozrywkowym Wolsky zaczął od pracy na Broadwayu przy wystawianiu sztuki Camelot.
Wolsky jest laureatem dwóch Oscarów za kostiumy do filmów Cały ten zgiełk i Bugsy. Ponadto był pięciokrotnie nominowany do tej nagrody.

## Filmografia
- 2009: Gra dla dwojga (Duplicity)
- 2008: Droga do szczęścia (Revolutionary Road)
- 2007: Wojna Charliego Wilsona (Charlie Wilson's War)
- 2007: Across the Universe
- 2006: Pytając o miłość (Ask the Dust)
- 2005: Jarhead. Żołnierz piechoty morskiej (Jarhead)
- 2004: Kandydat (The Manchurian Candidate)
- 2002: Droga do zatracenia (Road to Perdition)
- 2002: Pokojówka na Manhattanie (Maid in Manhattan)
- 2000: Numer stulecia (Lucky Numbers)
- 1999: Galaxy Quest - Ko(s)miczna załoga (Galaxy Quest)
- 1999: Uciekająca panna młoda (Runaway Bride)
- 1998: Masz wiadomość (You've Got Mail)
- 1997: Szakal (The Jackal)
- 1997: Fatalna namiętność (Red Corner)
- 1996: Namiętności (Up Close and Personal)
- 1996: Striptiz (Striptease)
- 1995: Harfa traw (The Grass Harp)
- 1994: Junior
- 1993: Ogóras (The Pickle)
- 1993: Fatalny instynkt (Fatal Instinct)
- 1993: Raport Pelikana (The Pelican Brief)
- 1992: Zabaweczki (Toys)
- 1991: Bugsy
- 1991: Scenes from a Mall
- 1990: Miłość to nie żart (Funny About Love)
- 1989: Wszystko jest możliwe (Chances Are)
- 1989: Diablica (She-Devil)
- 1989: Cookie
- 1989: Wrogowie (Enemies: A Love Story)
- 1988: Dyktator z Paradoru (Moon Over Parador)
- 1987: Nadine
- 1986: Orły Temidy (Legal Eagles)
- 1986: Zbrodnie serca (Crimes of the Heart)
- 1986: Włóczęga z Beverly Hills (Down and Out in Beverly Hills)
- 1985: Podróż Natty Gann (The Journey of Natty Gann)
- 1985: Sokół i koka (The Falcon and the Snowman)
- 1984: Moskwa nad rzeką Hudson (Moscow on the Hudson)
- 1983: Star 80
- 1983: Być albo nie być (To Be or Not to Be)
- 1982: Burza (Tempest)
- 1982: Wybór Zofii (Sophie's Choice)
- 1982: W nocnej ciszy (Still of the Night)
- 1981: Niepokorni (All Night Long)
- 1981: Ojcostwo (Paternity)
- 1980: The Jazz Singer
- 1980: Willie i Phil (Willie and Phil)
- 1979: Manhattan
- 1979: Meteor
- 1979: Cały ten zgiełk (All That Jazz)
- 1978: Grease
- 1978: Niezamężna kobieta (An Unmarried Woman)
- 1978: Palce (Fingers)
- 1978: Chwila za chwilą (Moment by Moment)
- 1977: Złodzieje (Thieves)
- 1977: Punkt zwrotny (The Turning Point)
- 1976: Następny przystanek Greenwich Village (Next Stop, Greenwich Village)
- 1976: Piękna i bestia (Beauty and the Beast)
- 1974: Harry i Tonto (Harry and Tonto)
- 1974: Gracz (The Gambler)
- 1974: Lenny
- 1972: The Trial of the Catonsville
- 1972: Last of the Red Hot Lovers
- 1972: Jak się zabawić? (Up the Sandbox)
- 1971: La Mortadella
- 1971: Urodzony zwycięzca (Born to Win)
- 1971: Sposób na Alfreda (Little Murders)
- 1970: Zakochani i inni (Lovers and Other Strangers)
- 1970: Where's Poppa?
- 1970: Zaloty (Loving)
- 1969: Popi
- 1968: Serce to samotny myśliwy (The Heart Is a Lonely Hunter)
- 1968: Kapelusz pełen deszczu (A Hatful of Rain)